# Тобурн, Уильям
Уильям (Билл) Тобурн (англ. William "Bill" Thoburn; 3 декабря 1906, Дандас, Онтарио — июнь 1997, Онтарио) — канадский гребец, выступавший за сборную Канады по академической гребле в начале 1930-х годов. Бронзовый призёр летних Олимпийских игр в Лос-Анджелесе, обладатель бронзовой медали Игр Британской империи в Гамильтоне, победитель многих региональных соревнований в составе гамильтонского лодочного клуба «Леандер». Также известен как тренер по академической гребле.

## Биография
Уильям Тобурн родился 3 декабря 1906 года в поселении Дандас недалеко от Гамильтона провинции Онтарио, Канада.
В молодости увлекался бегом, играл в хоккей, футбол, водное поло, практиковал бокс. Во время учёбы в старшей школе выступал за местную хоккейную команду, принимал участие в матчах местного юниорского хоккейного чемпионата. В боксе был близок к отбору на Олимпийские игры, но из-за травм колена и лодыжки его шансы на попадание в олимпийскую сборную резко сократились. Позже начал серьёзно заниматься академической греблей в гамильтонском лодочном клубе «Леандер», в составе которого неоднократно становился победителем и призёром различных соревнований регионального значения.
Первого серьёзного успеха в гребле на международном уровне добился в сезоне 1930 года, когда вошёл в основной состав канадской национальной сборной и выступил на домашних Играх Британской империи в Гамильтоне, где стал бронзовым призёром в восьмёрках — уступил здесь только экипажам из Англии и Новой Зеландии.
Наивысшего успеха как спортсмен добился в 1932 году, когда со своим клубом выиграл Королевскую канадскую регату Хенли и благодаря череде удачных выступлений удостоился права защищать честь страны на летних Олимпийских играх в Лос-Анджелесе. В программе распашных рулевых восьмёрок вместе с гребцами Эрлом Иствудом, Джозефом Харрисом, Стэнли Станьяром, Гарри Фраем, Седриком Лидделлом, Дональдом Боалом, Альбертом Тейлором и рулевым Лесом Макдональдом занял второе место в предварительном квалификационном заезде, уступив более четырёх секунд экипажу Соединённых Штатов, собранному из студентов Калифорнийского университета в Беркли, и не смог отобраться в финал напрямую. Тем не менее, в дополнительном отборочном заезде одержал убедительную победу, опередив команды из Германии и Японии — тем самым всё же вышел в финальную стадию соревнований. В решающем финальном заезде безоговорочными лидерами стали американцы и итальянцы, завоевавшие золотые и серебряные медали соответственно, тогда как канадцы в напряжённой борьбе за третье место всего на 0,4 секунды опередили титулованных гребцов из Великобритании, победителей нескольких последних Королевских регат Хенли. Уильям Тобурн, таким образом, вместе со своей командой стал обладателем бронзовой олимпийской медали.
После лос-анджелесской Олимпиады Тобурн оставался действующим спортсменом на протяжении всех 1930-х годов, хотя каких-то значимых результатов на международной арене больше не показывал. Впоследствии работал тренером по академической гребле в Уэстдейлской средней школе в Гамильтоне — школьная команда под его руководством стала одной из сильнейших в стране, выиграв множество титулов и наград. Также на протяжении многих лет Торбурн поддерживал связь со своим родным клубом «Леандер», принимал активное участие в сборе средств на его финансирование.
Умер в июне 1997 года в провинции Онтарио в возрасте 90 лет.